# Basen Hiszpański

Baseny oceaniczne Atlantyku

Basen Hiszpański (Iberyjski) – część Oceanu Atlantyckiego, basen oceaniczny położony w jego środkowo-wschodniej części, ograniczony Grzbietem Północnoatlantyckim, Progiem Biskajskim, wybrzeżem Półwyspu Iberyjskiego. Maksymalna głębokość 5872 m.